# Plectris brevisetosa
Plectris brevisetosa är en skalbaggsart som beskrevs av Moser 1918. Plectris brevisetosa ingår i släktet Plectris och familjen Melolonthidae. Inga underarter finns listade i Catalogue of Life.